# 一色尚次
一色 尚次（いっしき　なおつぐ、1922年(大正11年)11月1日 - 2013年(平成25年)6月22日）は、日本の工学者・エンジニア。工学博士（東京大学）、東京工業大学名誉教授。熱力学や伝熱工学、タービンや原動機を専門とし、濃度差エネルギーエンジンやスターリングエンジンの研究で特に有名である。熱力学や伝熱学の教科書執筆も手掛けた。妻は恵泉女学園特別顧問の一色義子。
船舶技術研究所機関開発第2部長、東京工業大学教授、日本大学教授、日本機械学会会長などを歴任。晩年はスターリングテクノラリー技術会会長やNPO日本スターリングエンジン普及協会名誉会長を長く務めた。逝去後には、スターリングエンジンの顕著な貢献を顕彰する「一色尚次賞」が設けられている。勲三等旭日中綬章を受勲。

## 来歴・人物

### 学生時代
1922年11月、東京に生まれる。一色は子供の頃から工作が好きで、旧制千葉中学・旧制一高を経て東京帝国大学第二工学部航空原動機学科に入学する。在学中は陸軍航空技術研究所に動員され、過給機開発に従事した。乗鞍山頂の陸軍高空航空実験室で排気タービンの実験や東大航空研究所でのパルスジェットの研究に従事した。この頃の経験が、その後の研究のスタンスに大きく影響したと述懐している。

### 研究所勤め、学位取得
終戦直後の1945年9月に東京帝国大学第二工学部航空原動機学科を卒業する、1947年に運輸省運輸技術研究所入所し、その後は船舶技術研究所機関開発第2部長となる。この間、蒸気タービン時代の青函連絡船を見聞する。1954年には一色義子と結婚、姓が一色に変わる。フルブライト留学生として1955年から57年の間米国マサチューセッツ工科大学へ留学する。1960年、遊動パッキンの研究で東京大学より工学博士を学位を受ける。

### 東京工業大学教授
1968年には東京工業大学教授に着任し、生産機械工学科において、応用熱学講座を率いる。熱伝達や熱応力、ノズル内熱伝導などの基礎研究とともに、濃度差エネルギーシステムの研究を推進。1970年代末期には世界初の有人塩水エンジンカーを実現し、テレビでも紹介された。
学術界では、1982年からは第60期の日本機械学会会長を務めた。また、熱力学に関する著書も多く、熱と流れの共通点に着目した「わかりやすい熱と流れ」という本も出版している（#著書の節も参照）。特に「わかりやすい熱力学」は40年を超えて版を重ね、2012年の第3版改訂にあたっては、一色の息子である正男と誠太が編集を手伝っている。

### 東京工業大学名誉教授、晩年
1984年から1998年まで日本大学工学部機械工学科教授。青山学院大学や恵泉女学園大学などの非常勤講師も務めた。晩年もスターリングテクノラリー技術会会長やNPO日本スターリングエンジン普及協会名誉会長として、スターリングエンジン関係の仕事で活躍した。やスターリングエンジン
2010年には著書「B29より高く飛べ」を出版。タービンや熱力学、スターリングエンジンなどの研究に加え、戦中に関連していた軍事研究や戦死した同世代の若者たちとの交流、洞爺丸のボイラー室や1950年代のアメリカの原子力船「サバンナ号」を視察した経験などについても語っている。
2013年6月22日、一色は肺炎で逝去。葬儀は6月22日午後1時から、日基教団経堂緑丘教会において妻の一色義子（恵泉女学園特別顧問・前理事長）を喪主として実施された。

## スターリングエンジン
1975年から、スターリングエンジンに携わる。大出力を出そうとすると構造が複雑化し、熱交換器を含めた装置の重量が大きくなるためコスト高になり、軍用を除いて中型、大型のスターリング・エンジンは実用化が難しいと結論付けている。著書では蒸気エンジンとスターリングを組み合わせた新しい方式SRSEについても紹介している。
一色はスターリングエンジンを搭載した乗用車や模型で競争するスターリングテクノラリーや、スターリングエンジンの普及活動にも尽力した。2014年には日本スターリングエンジン普及協会において一色尚次賞が設けられ、第1回の授賞式には息子の一色正男が立ち会った。

## 著書

### 学位論文
- 一色尚次『遊動パッキンの研究』東京大学〈博士論文〉、1960年9月26日。

### 単著
- 『応用熱力学』コロナ社〈標準機械工学講座 12〉、1969年。
- 『伝熱工学』森北出版〈基礎機械工学全書〉、1967年。
- 『わかりやすい熱と流れ』森北出版〈新しい機械工学 3〉、1979年7月。
  - 『わかりやすい熱と流れ SI版』森北出版〈新しい機械工学 3〉、1985年11月。ISBN 978-4627600317。
- 『ポスト・エネルギー - 動きだした未来エンジン』社会思想社〈そしおぶつくす〉、1980年4月。
- 『応用熱力学』コロナ社〈機械工学全書 第15〉、1982年。
- 『スターリングエンジンの開発 - 再浮上した夢のエンジン』工業調査会〈K books 28〉、1982年。
- 『未来技術はどうなるか - 科学の眼・信仰の眼』日本基督教団出版局、1986年3月。
- 『省エネcar・未来car - これからの自動車用エンジン』工業調査会、1980年10月。
- 『B29より高く飛べ！ - 一色尚次博士の若き日の研究回想録』原書房、2010年8月27日。ISBN 978-4562046409。

### 共著、編著
- 森康夫、一色尚次、河田治男『熱力学概論』養賢堂、1968年。
  - 森康夫、一色尚次、河田治男『熱力学概論 改訂版』養賢堂、1989年9月。ISBN 978-4842501703。
- 草間秀俊、佐藤和郎、一色尚次、阿武芳朗『機械工学概論』理工学社、1969年。
  - 草間秀俊、佐藤和郎、一色尚次、阿武芳朗 著、オーム社開発局 編『機械工学概論 第3版』オーム社、2014年1月。ISBN 978-4274069772。
- 一色尚次、北山直方『伝熱工学』森北出版〈最新機械工学シリーズ 7〉、1971年。
  - 一色尚次、北山直方『伝熱工学 改訂・SI併記』森北出版〈最新機械工学シリーズ 7〉、1984年4月。ISBN 978-4627610712。
  - 一色尚次、北山直方『伝熱工学 改訂・新装版』森北出版、2014年11月。ISBN 978-4-627-61073-6。
- 森康夫、一色尚次、塩田進『エネルギ変換工学』コロナ社〈機械工学大系 27〉、1974年。
- 一色尚次 編著『明日をひらく省エネルギーアイデア101選』工業調査会、1978年9月。
- 一色尚次、北山直方『新蒸気動力工学』森北出版〈新しい機械工学 2〉、1978年。
  - 一色尚次、北山直方『新蒸気動力工学 SI版』森北出版〈新しい機械工学 2〉、1987年1月。ISBN 978-4627600218。
- 一色尚次、北山直方『わかりやすい熱力学』森北出版〈新しい機械工学 1〉、1979年。
  - 一色尚次、北山直方『わかりやすい熱力学 第3版』森北出版、2012年10月。ISBN 978-4627600133。

## 主な著作

### 解説記事
- 「舶用ランキンサイクルの省・新エネルギ」『日本舶用機関学会誌』第14巻第9号、1979年、687-690頁。
- 「最近の内外省エネルギ事情」『日本舶用機関学会誌』第14巻第10号、1979年、833-840頁。
- 「新・省エネルギーとガスタービン」『日本ガスタービン学会誌』第7巻第25号、1979年6月、11-18頁。
- 「最近のエネルギー変換」『高分子』第29巻第3号、1980年、197-200頁。
- 「濃度差エンジン」『応用物理』第50巻第4号、1981年4月、452-460頁。
- 「ソーラポンドとその開発状況」『日本機械学会誌』第84巻第757号、1981年12月、1333-1338頁。
- 「ケミカルヒートポンプの開発によせて」『冷凍』第60巻第687号、1985年1月、3-8頁、NAID 40003810352。
- 「欧米における吸収式ヒ-トポンプの研究開発トピックス」『冷凍』第60巻第697号、1985年11月、1118-1123頁、NAID 40003810526。
- 西脇信彦、一色尚次「エンジン研究のための最近の伝熱研究」『自動車技術』第40巻第4号、1986年4月、457-463頁、NAID 40001578616。
- 「（サロン）海洋エネルギーの活用」『日本造船学会誌』第691巻、1987年1月、43-50頁。
- 「ハイテックボイラー」『ボイラ研究』第223巻、1987年6月、2-4頁、NAID 40003450254。
- 一色尚次、他「省エネルギーの新しい展開を目指して」『省エネルギー』第40巻第1号、1988年1月、8-24頁、NAID 40004219319。
- 「逆ストーブとテリータービン」『省エネルギー』第43巻第3号、1991年3月、90-99頁、NAID 40004219813。
- 一色尚次、渡部弘一「ソーラーディッシュエンジンの開発」『機械の研究』第45巻第6号、1993年6月、633-641頁、NAID 40000587465。

### 回想・展望
- 「国鉄式投炭法の思い出」『日本舶用機関学会誌』第14巻第9号、1979年9月、682-683頁、NAID 40003011405。
- 「機械は人を救えるか」『日本機械学会誌』第85巻第758号、1982年1月、109-110頁。
- 「（研究随想）ハードとアイデアとがんばり」『日本機械学会論文集B編』第50巻第452号、1984年4月、905-906頁。
- 「私の研究開発小史 ―創造とねばり」『日本機械学会誌』第91巻第831号、1988年2月、156-157頁。
- 「エンジン技術におけるショックと希望」『日本機械学会誌』第93巻第855号、1990年2月、115-118頁。
- 「近未来自動車エンジン・エネルギー論」『自動車技術』第45巻第8号、1991年8月、5-11頁、NAID 40001579944。
- 「ジェットエンジンとサーモプレッサー回顧」『日本ガスタービン学会誌』第20巻第78号、1992年9月、1-3頁。
- 「ソーラーエネルギーは不滅である」『太陽エネルギー（Solar energy）』第21巻第4号、1995年7月31日、29-34頁、NAID 10002018212。
- 「省エネルギーの構築 ―省エネは世界平和に通じる」『省エネルギー』第48巻第13号、1996年11月、18-21頁、NAID 40004220521。
- 「過給ボイラーの夢」『ボイラ研究』第282巻、1997年4月、2-4頁、NAID 10001858435。
- 「サーモプレッサーの夢と失敗」『伝熱研究（News of HTSJ）』第36巻第143号、1997年10月、49-51頁、NAID 10018604035。

## 研究業績

### 特許
- 特許第2527897号「掃気式スターリングエンジン」 - 1993年1月20日出願、1996年6月14日登録、1999年6月14日特許期限、特許権者：東北電力・一色尚次、発明者：大友充弘・一色尚次・他2名。
- 特許第2548523号「可変位相角スターリングサイクル機器」 - 1994年8月15日出願、1996年8月8日登録、2002年8月8日特許期限、特許権者：東北電力・一色尚次、発明者：大友充弘・一色尚次。
- 特許第2681076号「熱放射加熱スターリングエンジン」 - 1987年7月31日出願、1997年8月8日登録、2003年8月8日特許期限、特許権者：一色尚次・アイシン精機、発明者：一色尚次。
- 特許第2704143号「スターリングエンジン」 - 1995-7-28出願、1997年10月3日登録、2011年10月3日特許期限、特許権者：一色尚次・サクション瓦斯機関製作所・宮部英也、発明者：竹内誠・香川澄・山下巌・松尾政弘・森谷信次・荒岡勝政・平田宏一。
- 特許第2719074号「金属粉末製造方法および製造装置」 - 1992年5月27日出願、1997年11月14日登録、2012年5月27日特許期限、特許権者：クボタ、発明者：一色尚次・他5名。
- 特許第2877742号「急冷凝固金属粉末の製造方法及び製造装置」 - 1995年10月26日出願、1999年1月22日登録、2010年3月20日特許期限、特許権者：クボタ・一色尚次、発明者：吉野彰一・伊崎博・吉野正規・笠井文男・一色尚次。
- 特許第2989833号「衝動タービン」 - 1989年6月9日出願、1999年10月8日登録、2003年10月8日特許期限、特許権者：トーヨーカネツ、発明者：一色尚次・他3名。
- 特許第3111159号「熱交換器、及び、それを使用したガスサイクル機器」 - 1995年9月29日出願、2000年9月14日登録、2004年9月14日特許期限、特許権者：クボタ、発明者：柳生寿美夫・藤島一郎・福山雄二・森川知之・一色尚次。
- 特許第3126852号「エンジン駆動ヒートポンプ」 - 1993年7月13日出願、2000年11月2日登録、2003年11月2日特許期限、特許権者：クボタ・一色尚次・東北電力、発明者：柳生寿美夫・藤島一郎・一色尚次・大友充弘。
- 特許第3199287号「熱交換器用伝熱管」 - 1992年9月18日出願、2001年6月15日登録、2012年9月18日特許期限、特許権者：本田技研工業・一色尚次、発明者：石川満・藤田明浩・早川由紀夫・柿崎真二・一色尚次。
- 特許第3263269号「可変位相装置」 - 1995年2月10日出願、2001年12月21日登録、特許権者：一色尚次・クボタ、発明者：一色尚次・他3名。
- 特許第3283621号「低温再生器と排熱回収用低温再生器とを併用した吸収冷凍機・冷温水機」 - 1993年3月9日出願、2002年3月1日登録、2013年3月9日特許期限、特許権者：川重冷熱工業、発明者：犬伏才延・一色尚次。
- 特許第3829957号「縦置多板式熱交換器」 - 1997年5月19日出願、2006年7月21日登録、特許権者：本田技研工業・一色尚次・ティラド、発明者：石川満・高石敏充・一色尚次・他3名。
- 特許第4627967号「ねじ溝真空ポンプ」 - 2003年2月6日出願、2010年11月19日登録、特許権者：大阪真空機器製作所、発明者：一色尚次・大林哲郎・渡辺光徳。

### 競争的資金
一色が研究代表者の科学研究費補助金
- 1968年度 - 一般研究(C)「三次元物体の熱応力アナロジの研究」（東京工業大学）
- 1969-1970年度 - 一般研究(C)「三次元物体の熱応力アナロジの研究」（東京工業大学）
- 1972年度 - 一般研究(C)「内燃機関の内部対流熱伝達の研究」（東京工業大学）
- 1973年度 - 一般研究(C)「光学的手法による熱伝達, 熱変形測定法に関する研究」（東京工業大学）
- 1974年度 - 一般研究(C)「高温噴流の熱伝達と損耗の研究」（東京工業大学）
- 1977-1978年度 - 試験研究「濃度差エネルギ機関の開発研究」（東京工業大学）
- 1980-1981年度 - 試験研究「低温度差スターリング機関の熱工学的研究」（東京工業大学）
- 1981-1982年度 - 一般研究(B)「塩水ソーラポンドの伝熱の研究」（東京工業大学）

### 主な受賞・栄典
- George Alefeld賞[6]
- 1990年 - 日本機械学会 熱工学部門賞（平成2年度）[18]
- 1999年5月 - 勲三等旭日中綬章[5]